# Akiko Sudo
Akiko Sudo (須藤 安紀子 Sudo Akiko?,  nacido el 7 de abril de 1984 en Tokio) es una exfutbolista japonesa que jugaba como defensa.
Sudo jugó 15 veces y marcó 3 goles para la selección femenina de fútbol de Japón entre 2003 y 2010. Sudo fue elegida para integrar la selección nacional de Japón para los Copa Mundial Femenina de Fútbol de 2003.

## Trayectoria

### Clubes
| Club             | País  | Año         |
| ---------------- | ----- | ----------- |
| Nippon TV Beleza | Japón | 2000 - 2013 |

### Selección nacional
| Selección | País  | Año         |
| --------- | ----- | ----------- |
| Absoluta  | Japón | 2003 - 2010 |

## Estadística de equipo nacional
| Selección femenina de fútbol de Japón | Selección femenina de fútbol de Japón | Selección femenina de fútbol de Japón |
| Año                                   | Partidos                              | Goles                                 |
| ------------------------------------- | ------------------------------------- | ------------------------------------- |
| 2003                                  | 2                                     | 0                                     |
| 2004                                  | 0                                     | 0                                     |
| 2005                                  | 5                                     | 1                                     |
| 2006                                  | 1                                     | 1                                     |
| 2007                                  | 0                                     | 0                                     |
| 2008                                  | 0                                     | 0                                     |
| 2009                                  | 0                                     | 0                                     |
| 2010                                  | 7                                     | 1                                     |
| Total                                 | 15                                    | 3                                     |